# Международна женска лига за мир и свобода
Международната женска лига за мир и свобода (на английски: Women’s International League for Peace and Freedom) е феминистка организация с обществено поведение, основаващо се на възгледа, че всяка война може и трябва да бъде избегната.
Тя е неправителствена организация с национални секции на всички континенти. Организацията е с международен секретариат със седалище в Женева, както и с офис в Ню Йорк, които са седалища на служби на Организацията на обединените нации.

## Кратка история
МЖЛМС е основана на 15 април 1915 г., в Хага, Нидерландия, от около 1300 жени от Европа и Северна Америка. Те протестират срещу насилието и унищоженията от войната, бушуваща в Европа. Предшественик на МЖЛМС е „Международен комитет за траен мир“.
От 12 до 17 май 1919 г. в Цюрих представителки на 17 държави се обединяват при подписването на Версайската система от договори и провеждат първия международен конгрес. Международната комисия на жените е свикана, за да вземе решение по предложения, които да представи на правителствената мирна конференция, свикана във Версай през 1919 г. Тъй като френското правителство е отказало разрешение на германските делегатки, конференцията на жените се провежда в Цюрих. Малка група от упълномощени представители остават във Версай, където получават материали от Цюрих и ги дават на участниците в правителствената конференция.
Този конгрес води до създаването на Международната женска лига за мир и свобода, чието седалище се установява в Женева, а Джейн Адамс е избрана за президент (получила по-късно през 1931 г. Нобелова награда за мир). Издадени са серия от резолюции, които са в тон с укрепването на мирните принципи в пакта на Обществото на народите и полагане основите за траен мир. Резолюциите са за незабавно спиране на боевете, за установяване на мирни преговори, както и за създаване на конференция на неутралните държави, на която всяка воюваща страна да изложи своите оплаквания и предложи средствата за защита, като всички страни направят своите предложения равноправно.
Офисът на Лигата, който координира действията на 20-ина национални групи от организацията, претендира и действа:
- 1. за да получи прозрачност на дебатите на Съвета на Обществото на народите;
- 2. за да разполага с дневния ред преди годишната сесия на Лигата;
- 3. за малцинствата;
- 4. за да изпраща делегати на място (мисии в Китай, Индокитай, Балканите, Хаити и др.);
- 5. от 1921 да организира летни курсове на теми, свързани с икономически, културни, социални и други проблеми;

## Цели и задачи
Целите и задачите са „да събере жени от различни политически възгледи, философски и религиозен произход, които определено да проучат и направят известни причините за войната и да работят за траен мир“.
МЖЛМС работи по въпросите на мира, за премахването на всички форми на дискриминация, както и насърчаването и защита на човешките права, за разоръжаването на местно, национално и международно ниво (пълно и всеобщо разоръжаване), премахването на насилието и принудата по уреждането на конфликти, непрекъснатото разработване и прилагане на международното право; политическо и социално равенство, икономическа справедливост; сътрудничество между всички хора и екологично устойчиво развитие.
Организацията допринася за анализ на тези въпроси чрез многобройните си дейности, възпитава, информира и мобилизира жени за действие навсякъде по света.

## Организации за сътрудничество
Техни представители участват в текущите дебати по въпросите на мира и сигурността. Организацията е с консултативен статут (категория Б) в Организацията на обединените нации (ООН), Икономическия и социален съвет на ООН, Организацията на ООН за образование, наука и култура (ЮНЕСКО). Има специални отношения с Международното бюро по труда, Организацията по прехрана и земеделие (ФАО), Фонда на ООН за децата (УНИЦЕФ) и други организации.

## Участие на България
През 1900 г. в България е основан Българският женски съюз. За председателка е избрана Екатерина Каравелова, но поради заетост отказва поста. През 1915 г. на конгреса на БЖС тя отново е избрана, но за заместник-председателка.
След подписването на Ньойския договор (1919) българките създават „Траен мир“, преименувано в Българска секция, чиято цел е бъдещо присъединяване към Международната женска лига за мир и свобода. За председателка на секцията е избрана Екатерина Каравелова.
Първата международна конференция, на която България участва (чрез Е. Каравелова), е във Вашингтон, САЩ (1924), след като по политически съображения не взима участие на конгреса през 1922 г.
МЖЛМС е с 43 национални подразделения по целия свят и около 40 000 членове.
Международен генерален секретар е адвокат Мадлин Рийс.